# Riacho de Santo Antônio
Riacho de Santo Antônio é um município brasileiro do estado da Paraíba, localizado no Sertão do Cariri (Oriental) Paraibano e na Região Geográfica Imediata de Campina Grande. De acordo com o IBGE (Instituto Brasileiro de Geografia e Estatística), no ano 2009 sua população era estimada em 1.588 habitantes. Área territorial de 91 km².

## História
Originalmente, era uma fazenda chamada Riacho de Santo Antônio do Cunha, propriedade do Capitão Antônio de Faria Castro, filho do fundador de Cabaceiras, Capitão-mor Domingos de Faria Castro, e sua mulher, Isabel Rodrigues de Oliveira, que era filha do Capitão Pascácio de Oliveira Ledo e sua mulher Isabel Rodrigues. O Capitão Antônio de Faria Castro nasceu na então fazenda Cabaceiras, do seu pai, em 1720 e faleceu solteiro, em abril de 1806, portanto, com 86 anos de idade - dos seus nove irmãos, só dois estavam vivos: Capitão Filipe de Faria Castro e Luís de Faria Castro, os quais foram seus herdeiros, juntamente com sobrinhos e sobrinhos-netos daquele capitão. (Fonte: MEDEIROS, Tarcízio Dinoá e MEDEIROS, Martinho Dinoá. Ramificações Genealógicas do Cariri Paraibano. Brasília : CEGRAF, 1989.

## Geografia
O município está incluído na área geográfica de abrangência do semiárido brasileiro, definida pelo Ministério da Integração Nacional em 2005.  Esta delimitação tem como critérios o índice pluviométrico, o índice de aridez e o risco de seca.

### Clima
Dados do Departamento de Ciências Atmosféricas, da Universidade Federal de Campina Grande, mostram que Riacho de Santo Antônio apresenta um clima com média pluviométrica anual de 396,6 mm e temperatura média anual de 23,5 °C.
| Dados climatológicos para Riacho de Santo Antônio | Dados climatológicos para Riacho de Santo Antônio | Dados climatológicos para Riacho de Santo Antônio | Dados climatológicos para Riacho de Santo Antônio | Dados climatológicos para Riacho de Santo Antônio | Dados climatológicos para Riacho de Santo Antônio | Dados climatológicos para Riacho de Santo Antônio | Dados climatológicos para Riacho de Santo Antônio | Dados climatológicos para Riacho de Santo Antônio | Dados climatológicos para Riacho de Santo Antônio | Dados climatológicos para Riacho de Santo Antônio | Dados climatológicos para Riacho de Santo Antônio | Dados climatológicos para Riacho de Santo Antônio | Dados climatológicos para Riacho de Santo Antônio |
| Mês                                               | Jan                                               | Fev                                               | Mar                                               | Abr                                               | Mai                                               | Jun                                               | Jul                                               | Ago                                               | Set                                               | Out                                               | Nov                                               | Dez                                               | Ano                                               |
| ------------------------------------------------- | ------------------------------------------------- | ------------------------------------------------- | ------------------------------------------------- | ------------------------------------------------- | ------------------------------------------------- | ------------------------------------------------- | ------------------------------------------------- | ------------------------------------------------- | ------------------------------------------------- | ------------------------------------------------- | ------------------------------------------------- | ------------------------------------------------- | ------------------------------------------------- |
| Temperatura máxima média (°C)                     | 31,9                                              | 31,5                                              | 31,0                                              | 30,1                                              | 28,8                                              | 27,6                                              | 27,1                                              | 28,2                                              | 29,6                                              | 31,4                                              | 32,3                                              | 32,4                                              | 30,2                                              |
| Temperatura média (°C)                            | 24,9                                              | 24,7                                              | 24,4                                              | 24,1                                              | 23,2                                              | 22,1                                              | 21,5                                              | 21,7                                              | 22,7                                              | 23,8                                              | 24,5                                              | 24,9                                              | 23,5                                              |
| Temperatura mínima média (°C)                     | 20,4                                              | 20,4                                              | 20,5                                              | 20,2                                              | 19,6                                              | 18,5                                              | 17,6                                              | 17,5                                              | 18,5                                              | 19,2                                              | 19,8                                              | 20,3                                              | 19,4                                              |
| Precipitação (mm)                                 | 29,1                                              | 55,8                                              | 79,8                                              | 106,6                                             | 35,7                                              | 39,0                                              | 36,0                                              | 16,1                                              | 7,1                                               | 3,1                                               | 4,5                                               | 17,5                                              | 396,6                                             |
| Fonte: Departamento de Ciências Atmosféricas.     |                                                   |                                                   |                                                   |                                                   |                                                   |                                                   |                                                   |                                                   |                                                   |                                                   |                                                   |                                                   |                                                   |